# Moritz Wagner (koszykarz)
Victor Moritz „Moe” Wagner (ur. 26 kwietnia 1997 w Berlinie) – niemiecki koszykarz, występujący na pozycjach silnego skrzydłowego lub środkowego, obecnie zawodnik Orlando Magic.
6 lipca 2019 trafił w wyniku wymiany do Washington Wizards.
25 marca 2021 został wytransferowany do Boston Celtics. 16 kwietnia opuścił klub. 27 kwietnia zawarł umowę do końca sezonu z Orlando Magic.

## Osiągnięcia
Stan na 13 września 2023, na podstawie, o ile nie zaznaczono inaczej.

### NCAA
- Wicemistrz NCAA (2018)
- Uczestnik rozgrywek:
  - Sweet 16 turnieju NCAA (2017, 2018)
  - turnieju NCAA (2016–2018)
- Mistrz turnieju konferencji Big 10 (2017, 2018)
- Most Outstanding Player (MOP=MVP) turnieju Big Ten (2018)[8]
- Laureat nagród drużyny Michigan:
  - U-M Academic Achievement Award (2017, 2018)
  - U-M's Bill Buntin Most Valuable Player (2018)
  - U-M's Rudy Tomjanovich Most Improved Player (2017)
  - U-M's Loy Vaught Rebounding Award (2018)
  - U-M's Morgan/Bodnar Award for Academic Achievement (2017, 2018)
- Zaliczony do:
  - I składu:
    - turnieju Big Ten (2018)
    - NCAA Final Four (2018)[9]

  - II składu Big Ten (2018)
  - składu All-Big Ten honorable mention (2017)

### NBA
- Uczestnik Rising Stars Challenge (2020)[10]

### Drużynowe
- 3. miejsce:
  - podczas mistrzostw Niemiec (2015)
  - w pucharze Niemiec (2015)
- Uczestnik:
  - rozgrywek Euroligi (2014/2015)
  - Belgrad Adidas Next Generations Tournament (2015)

### Reprezentacja
Seniorska
- Mistrz świata (2023)[11]
- Współlider igrzysk olimpijskich w skutecznosci rzutów wolnych (2024 – 100%)[12]

Młodzieżowe
- Mistrz Europy U–18 dywizji B (2014)
- Uczestnik mistrzostw Europy U–20 (2017 – 7. miejsce)
- Lider Eurobasketu U-20 w przechwytach (2017)